# Gymnosarda unicolor
 Gymnosarda unicolor (Rüppell, 1836) é uma espécie de peixes marinhos pelágicos pertencentes à família Scombridae com distribuição natural nas águas tropicais do Indo-Pacífico. A espécie atinge grandes dimensões, até 2,50 m de comprimento corporal e 130 kg de peso, apresentando forma fusiforme acentuada e coloração azul-esverdeado nas costas, prateado nos flancos e esbranquiçado na face ventral.

## Descrição
Os machos podem alcançar os 248 cm de comprimento total e os 131 kg de peso.
A espécie tem distribuição natural desde o Mar Vermelho e as costas da África Oriental até à Polinésia Francesa, Japão e costas da Austrália.